# Jernej Kopitar
Jernej Bartol Kopitar (Repnje, 21 augustus 1780 – Wenen, 11 augustus 1844) was een Sloveense taalkundige en filoloog. Samen met Josef Dobrovský en Josef Pavol Šafarík was hij een van de grondleggers van de slavistiek. Kopitar was ook voorstander van het austroslavisme. Daarnaast was hij de grondlegger van de Pannonische theorie, die stelt dat het Oudkerkslavisch uit Pannonië afkomstig is. Kopitar diende, als vooraanstaand Slavisch filoloog, als inspiratiebron voor Vuk Karadžić bij de hervorming van het Servisch. Jernej Kopitar woonde het grootste deel van zijn leven in Wenen, waar hij onder andere de functie van keizerlijke censor voor Sloveense en Nieuwgriekse literatuur bekleedde.

## Leven in Slovenië
Kopitar is geboren in Repnje in wat destijds het Habsburgse Rijk was, tegenwoordig Slovenië. Hij was het zevende kind van Marija en Jabob Kopitar. Zijn vader was landbouwer en burgemeester van het dorp. Jernej Kopitar had een gelukkige kindertijd maar verloor al vroeg zijn ouders (die aan cholera stierven) toen hij 14 jaar oud was en nog op het Lyceum van Ljubljana studeerde. Vervolgens kreeg Kopitar een beurs van de overheid om zijn studies te kunnen voortzetten.
Nadat Jernej Kopitar zijn school had afgemaakt, ging hij aan de slag als privéleraar bij baron Sigmund Zois, een vooraanstaand ondernemer, wetenschapper en ambachtsman. Later zou Kopitar de persoonlijke secretaris, bibliothecaris en bewaker van de mineralenverzameling van Zois worden. Terwijl Kopitar voor Zois werkte, kwam hij in contact met verschillende verlichte intellectuelen die vaak bij Zois over de vloer kwamen. Onder hen bevonden zich de historicus Anton Tomaž Linhart, de dichter Valentin Vodnik en de filoloog Jurij Japelj. 
Deze omgeving had een grote invloed op Kopitars gedachtegoed en ondersteunde hem bij de ontwikkeling van zijn wetenschappelijk en literaire interesses. Sinds zijn jeugd was Kopitar al geïnteresseerd in Oudkerkslavisch, hierdoor heeft Kopitar zich zijn leven beziggehouden met taalkunde en grammatica. In 1806 onderwees hij gravin Eugenie-Lucie-Adelaide Bellegarde Sloveens, dit was een van de aanleidingen voor Kopitar om een Sloveense grammatica te schrijven aangezien er tot dan nog geen enkel handboek beschikbaar was. 1808 was daarom een belangrijk jaar in het leven van Jernej Kopitar: hij bracht de eerste (in het Duits geschreven) Sloveense grammatica uit: Grammatik der slavischen Sprache in Krain, Kärnten und Steyermark, die 460 pagina’s dik was. Daarnaast kwam hij via briefwisseling in contact met de Tsjechische taalkundige Josef Dobrovský.

## Leven in Wenen
Met de financiële steun van Zois vertrok hij in 1808 naar Wenen om rechten te gaan studeren. Daar leerde hij mensen van verschillende nationaliteiten kennen (onder andere Grieken, Roemenen en Albanezen). Met hun hulp leerde hij verschillende andere talen zoals Grieks, Latijn, Frans, Engels en Italiaans. Naast deze talen beheerste Kopitar ook nog enkele Zuid-Slavische talen. In Wenen ging hij aanvankelijk aan de slag als bibliothecaris en later als beheerder van de Weense hofbibliotheek. In 1810 werd hij de keizerlijke censor voor Sloveense en Nieuwgriekse literatuur.
In 1811 reisde Kopitar naar verschillende Europese steden en bezocht hij voor het laatst zijn geboorteland Slovenië. In 1819 stierven Zois en Vodnik, wat voor Kopitar een pijnlijke ervaring was. Het gevolg hiervan was, dat hij meer op Dobrovský en op zijn nieuwe kennis Vuk Stefanović Karadžić ging vertrouwen.
In 1836 publiceerde hij Glagolita Clozianus: de eerste kritische, vertaalde en geannoteerde versie van de Freisinger manuscripten. Deze manuscripten zijn de oudste in het Sloveens geschreven documenten en zijn het eerste werk waarbij een Slavische taal in het Latijnse alfabet werd genoteerd. In Glagolita Clozianus formuleerde Kopitar ook de Pannonische theorie: volgens Kopitar is het Oudkerkslavisch ontstaan in Pannonië. Deze theorie krijgt tegenwoordig opnieuw veel aandacht door hedendaags paleolinguïstisch en archeologisch onderzoek.
Tijdens zijn verblijf in Oostenrijk, schreef hij voor verschillende tijdschriften bijdragen over de taal, geschiedenis, literatuur en cultuur van de Slovenen en andere Slavische volkeren. In totaal heeft hij 126 artikels opgesteld, allemaal in het Duits of Latijn geschreven.

## Taalhervormingen

### Servisch
Onder invloed van enkele Karintische (Sloveenstalige) filologen, voornamelijk Urban Jarnik en Matija Ahacel, probeerde Kopitar een nieuwe generatie linguïsten te onderrichten, deze moesten meer focussen op het ontwikkelen van grammatica’s en handboeken. Daarnaast moest deze nieuwe generatie volgens Kopitar volksliteratuur verzamelen en pleiten voor spellingshervormingen. Door de inzet van Kopitar werd er in 1817 een leerstoel voor Sloveens opgericht in het Lyceum van Ljubljana. Deze leerstoel werd ingenomen door Franc Metelko, een leerling van Kopitar, die op zijn beurt Vuk Karadžić onderwees, deze zou later het Servisch hervormen. Kopitar heeft op die manier de hervorming van het Servisch dus indirect beïnvloed.

### Sloveens
Kopitar heeft zich anderzijds wel direct bemoeid met de ontwikkeling van het Sloveens. Hij wou de vele germanismen in het Sloveens bestrijden en vond dat het daarom nodig was een woordenboek voor 'de taal van Kranj' (het Sloveens) op te stellen. Daarnaast was hij voorstander van de gedachte dat er voor elke klank een teken moest zijn, waardoor de vorm van een woord veel nauwer zou aansluiten bij de uitspraak ervan. 
In de jaren 1820-1830 raakte Kopitar betrokken bij de Sloveense alfabetstrijd, het debat over een Sloveense spellingshervorming. Kopitar was voorstander van een radicale hervorming van het Bohorič-schrift om zo zijn ideaal ‘een klank is een teken’ door te voeren. Hij werd hierin gesteund door Peter Danjko en Franc Metelko. Kopitars ideeën werden echter afgekeurd door Matija Čop, die de Tsjechische wetenschapper František Čelakovský wist te overtuigen een vernietigende kritiek te schrijven over Kopitars voorstel tot hervorming. Hierdoor kwam Kopitar in diskrediet. De Sloveense alfabetstrijd werd uiteindelijk opgelost door het aannemen van Gaj’s Latijnse alfabet.
Kopitar en Čop waren het ook oneens over hoe de Slovenen hun eigen cultuur moesten ontwikkelen: Kopitar was voorstander van een gemeenschappelijke literaire taal voor alle Zuid-Slavische volkeren waarbij Sloveense dialecten slechts als spreektaal voor het landvolk zouden fungeren. Čop was daarentegen voorstander van het ontwikkelen van het Sloveens tot aparte literaire taal. Čop werd gesteund door France Prešeren, die ook kritisch ten opzichte van Kopitars ideeën stond en daardoor vaak in conflict kwam met hem.
Politiek gezien was Kopitar een conservatief denker. Zo was hij voorstander van het Austroslavisme, een doctrine die de eenheid van de Slavische volkeren en het Habsburgse Rijk onderstreepte. Kopitar steunde het regime van Metternich, dat een paternalistische visie op de volkscultuur had. Tegenover Kopitar stonden hier opnieuw Čop en Prešeren, die het cultiveren van de Sloveense taal als een middel zagen voor het ontwikkelen van een Sloveense intelligentsia die een Sloveense identiteit zouden aannemen en ontwikkelen binnen een breder Slavisch kader. Na de Sloveense alfabetstrijd, waarbij Kopitars aanzien werd geschaad, verminderde de culturele en politieke invloed van Kopitar in Slovenië aanzienlijk.

## Dood
Jernej Kopitar zou in Wenen blijven wonen tot aan zijn dood op 11 augustus 1844. Hij werd aanvankelijk op de begraafplaats van Wenen begraven maar later werd zijn lichaam verplaatst naar de begraafplaats van Navje (in Ljubljana). Op zijn voormalig graf in Wenen werd er ter vervanging een monument geplaatst. Ter nagedachtenis van Kopitar werd een wijk in de Servische hoofdstad Belgrado naar hem genoemd: Kopitareva Gradina. Honderd jaar na zijn geboorte werd er in Kopitars geboortedorp Repnje een gedenkplaat onthuld.

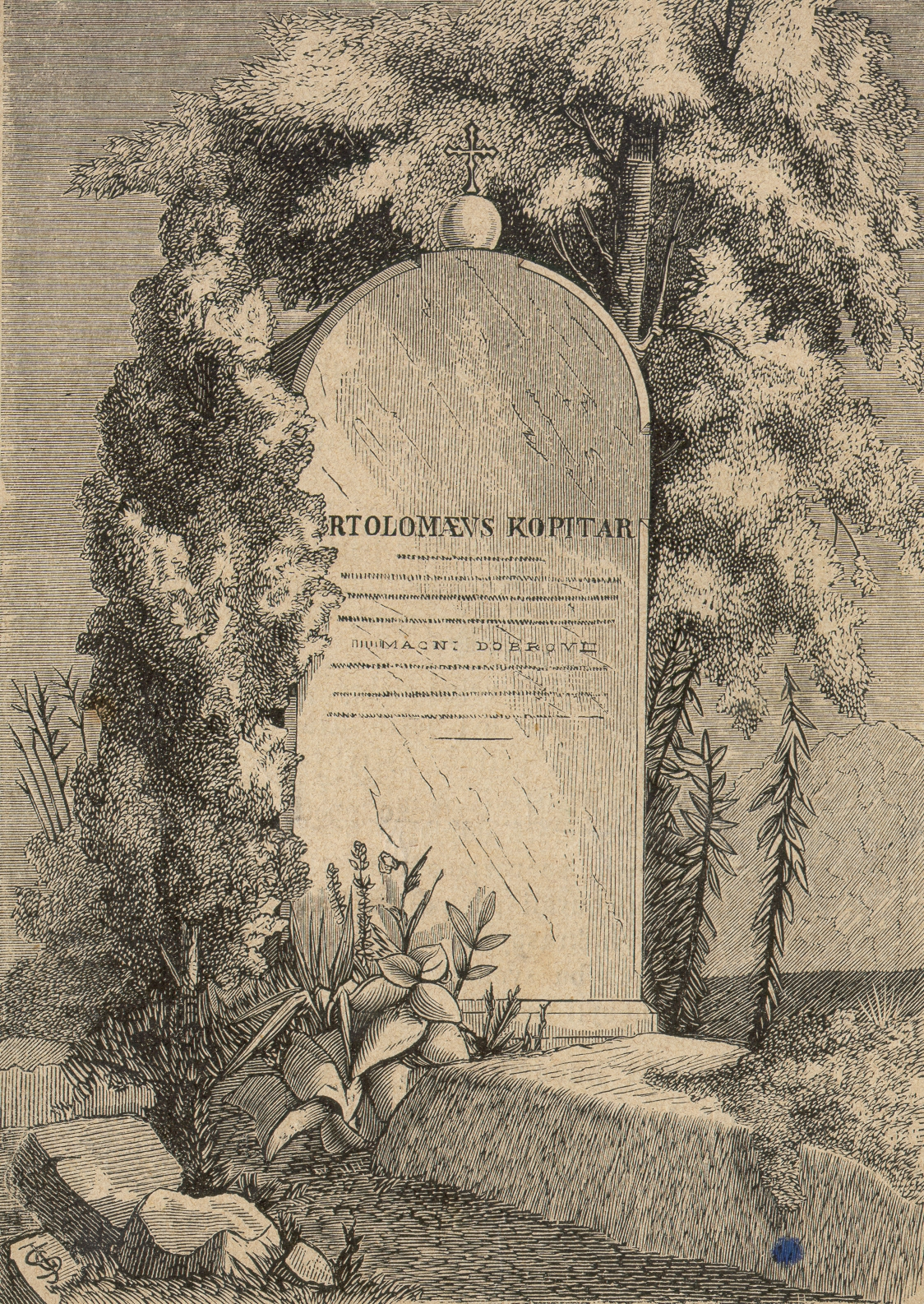
Voormalig graf van Jernej Kopitar op de begraafplaats in Wenen.
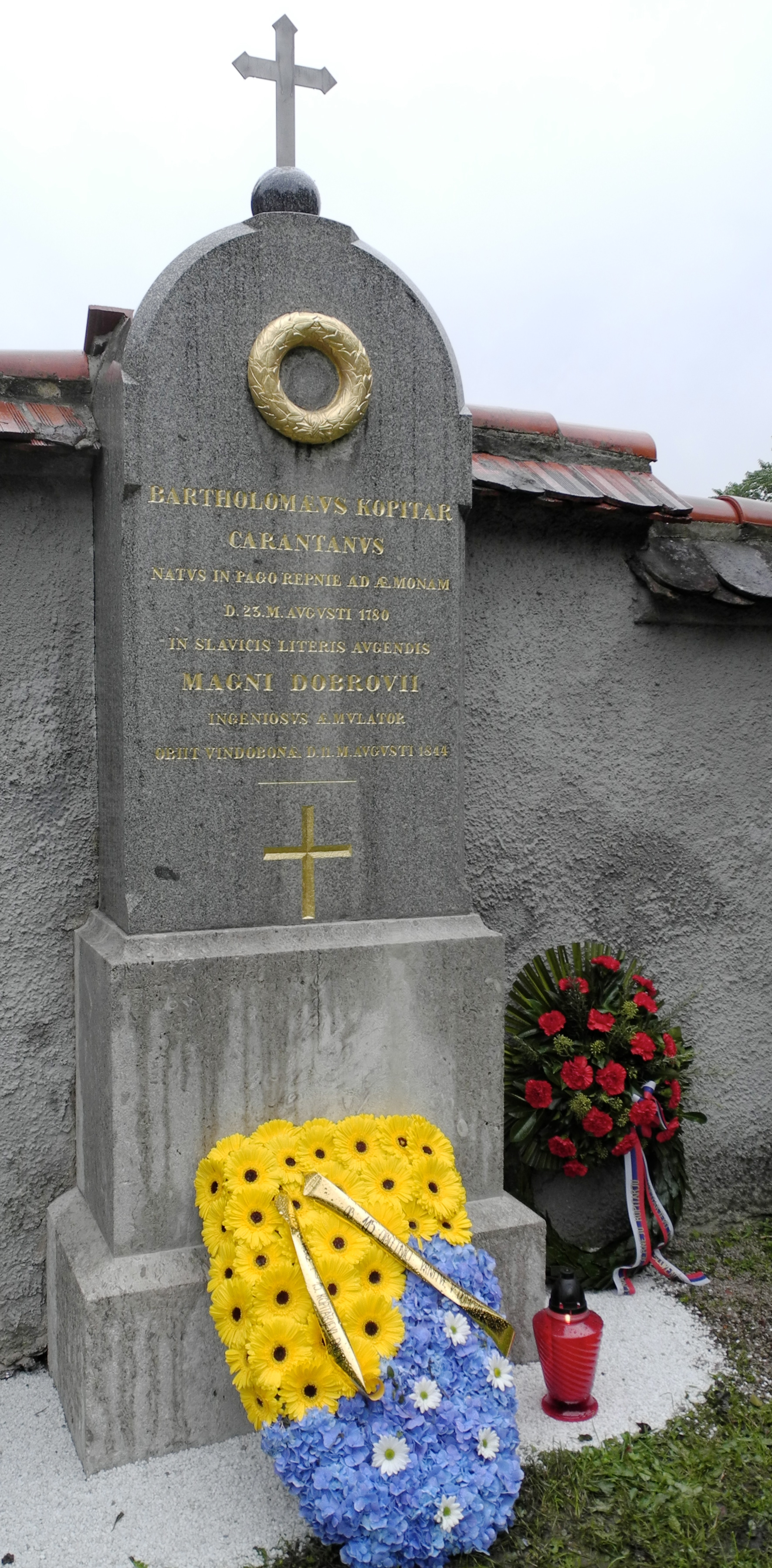
Huidig graf van Jernej Kopitar op de begraafplaats van Navje (Ljubljana).

## Trivia
- Jernej Kopitar beweerde dat hij op 23 augustus 1780 geboren was en niet op 21 augustus, zoals officieel staat aangegeven.
- Zijn hele leven lang weigerde hij zich te laten portretteren waardoor er nauwelijks afbeeldingen van hem bestaan.